# Чемпіонат Європи з боксу 1953
Х чемпіона́т Євро́пи з бо́ксу проходив у Варшаві (Польща) з 18 по 24 травня 1953 року. У змаганнях, організованих Європейською асоціацією любительського боксу (ЄАЛБ, англ. EABA), взяли участь 119 спортсмени з 19 країн.

## Особистий залік
| Вагова категорія                            | Золото                   | Срібло                           | Бронза                                             |
| ------------------------------------------- | ------------------------ | -------------------------------- | -------------------------------------------------- |
| Найлегша вага (— 51 кілограмів)             | Генрик Кукер Польща      | Франтішек Майдлох Чехословаччина | Джакомо Спано Італія Анатолій Булаков СРСР         |
| Легша вага (— 54 кілограмів)                | Зенон Стефанюк Польща    | Борис Степанов СРСР              | Джон Макнеллі Ірландія Ніколає Міндреану Румунія   |
| Напівлегка (— 57 кілограмів)                | Юзеф Кружа Польща        | Олександр Засухін СРСР           | Ганс-Петер Мелінґ Ірландія Стеван Редлі Югославія  |
| Легка вага (— 60 кілограмів)                | Володимир Енгібарян СРСР | Іштван Югаш Угорщина             | Алексій Анткевич Польща Пенті Ніінівуорі Фінляндія |
| Перша напівсередня вага (— 63,5 кілограмів) | Лешек Дрогош Польща      | Теренс Мілліган Ірландія         | Франциск Амбруш Румунія Бела Сакач Угорщина        |
| Напівсередня вага (— 67 кілограмів)         | Зигмунт Хихла Польща     | Сергій Щербаков СРСР             | Еміле Влемінк Бельгія Ніколає Лінка Румунія        |
| Перша середня вага (— 71 кілограмів)        | Брюс Веллс Англія        | Макс Реш ФРН                     | Збігнев Петшиковський Польща Борис Тішин СРСР      |
| Середня вага (— 75 кілограмів)              | Дітер Вемхьонер ФРН      | Бедріх Кутни ЧССР                | Стіґ Сйолін Швеція Роналд Бартон Англія            |
| Напівважка вага (— 81 кілограмів)           | Ульріх Нітцшке НДР       | Тадеуш Гжеляк Польща             | Юрій Єгоров СРСР Гельмут Пфірман ФРН               |
| Важка вага (понад 81 кілограм)              | Альгирдас Шоцикас СРСР   | Богдан Вегржиняк Польща          | Томіслав Крісманич Югославія Герман Штайбауер ФРН  |

## Командний залік
| Місце | Держава        |    |    |    | Разом |
| ----- | -------------- | -- | -- | -- | ----- |
| 1     | Польща         | 5  | 2  | 2  | 9     |
| 2     | СРСР           | 2  | 3  | 3  | 8     |
| 3     | ФРН            | 1  | 1  | 3  | 5     |
| 4     | Англія         | 1  | 0  | 1  | 2     |
| 5     | НДР            | 1  | 0  | 0  | 1     |
| 6     | Чехословаччина | 0  | 2  | 0  | 2     |
| 7     | Ірландія       | 0  | 1  | 1  | 2     |
| 7     | Угорщина       | 0  | 1  | 1  | 2     |
| 9     | Румунія}       | 0  | 0  | 3  | 3     |
| 10    | СФРЮ           | 0  | 0  | 2  | 2     |
| 11    | Бельгія        | 0  | 0  | 1  | 1     |
| 11    | Італія         | 0  | 0  | 1  | 1     |
| 11    | Фінляндія      | 0  | 0  | 1  | 1     |
| 11    | Швеція         | 0  | 0  | 1  | 1     |
| Разом | 14 держав      | 10 | 10 | 20 | 40    |